# Hydroeciodes compulsa
Hydroeciodes compulsa là một loài bướm đêm trong họ Noctuidae.